# Amphitecna megalophylla
Amphitecna megalophylla là một loài thực vật có hoa trong họ Chùm ớt. Loài này được (Donn.Sm.) A.H.Gentry mô tả khoa học đầu tiên năm 1980.